# Baidicheng

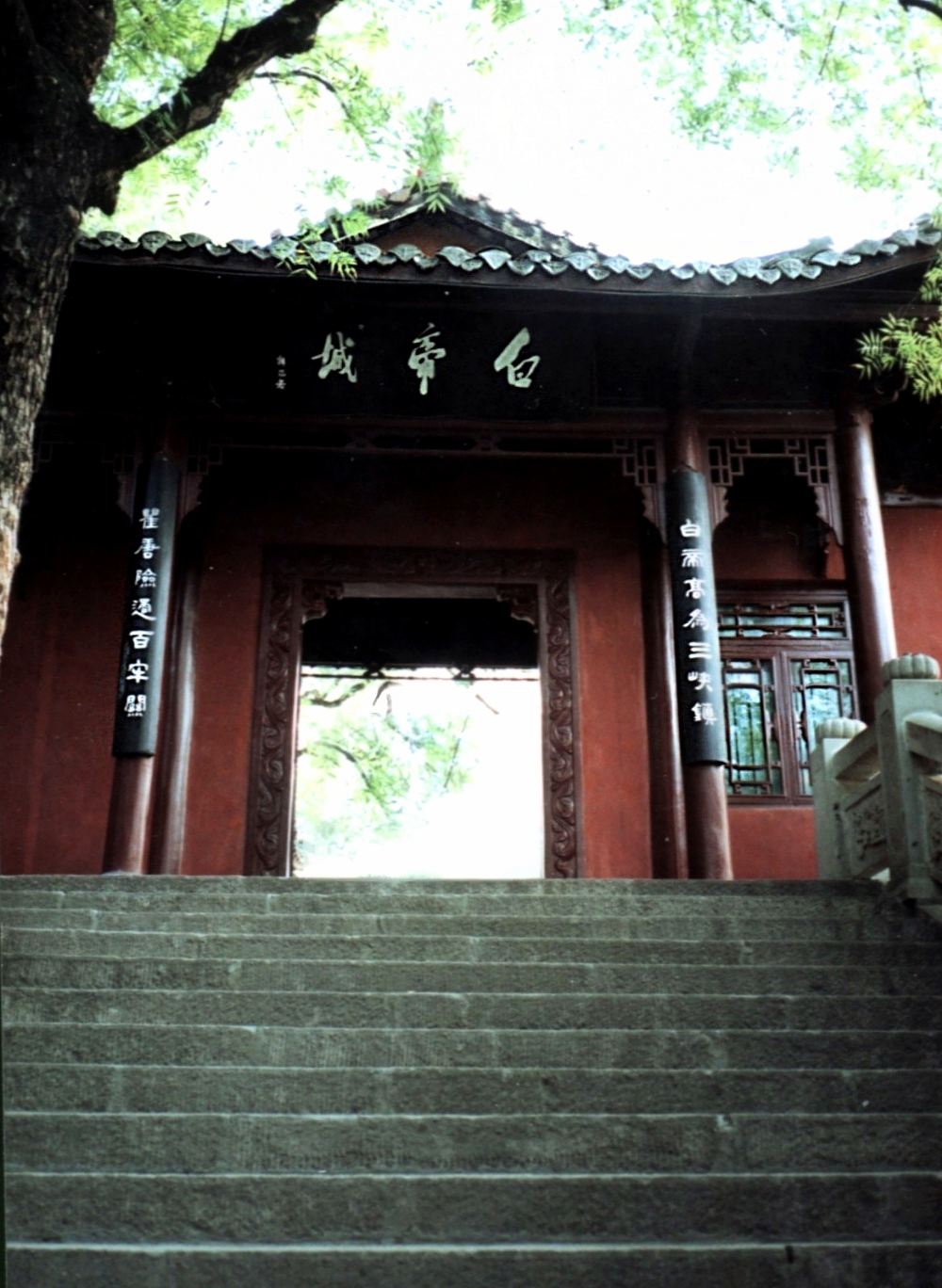
Tor der Stadt Baidi, Chongqing

Die „alte Stadt“ Baidicheng (chinesisch 白帝城风景区, Pinyin Báidìchéng fēngjǐngqū) ist ein Kulturdenkmal im Osten des Kreises Fengjie, Chongqing, etwa 10 km vom Sitz der Kreisregierung entfernt. Als „Landschafts- und Erholungsgebiet Baidicheng“ wurde es im Oktober 2004 gegründet. Es hat eine Fläche 53,7 km² und mehr als 37.000 Einwohner. Administrativ setzt sich Baidicheng aus einer Einwohnergemeinschaft und acht Dörfern zusammen, die teilweise zur Großgemeinde Yong’an, teilweise zur Großgemeinde Baidi gehören.
Wichtigste Sehenswürdigkeit des Landschafts- und Erholungsgebietes ist Baidicheng, eine alte städtische Ansiedlung am nördlichen Ufer des Jangtsekiang in der Volksrepublik China. Der Name bedeutet wörtlich „Stadt des Weißen Kaisers“. Es heißt, das Gebiet sei einst von weißem Nebel umgeben gewesen, der ihm ein mysteriöses doch friedliches Aussehen verliehen hätte, ganz so, wie ein Kaiser aussehen sollte. Es heißt auch, dass manche einen weißen Drachen von dort hätten kommen gesehen, das Symbol des Kaisers, und der Kriegsherr Gongsun Shu (公孙述) († 36) hielt dies für ein glücksbringendes Zeichen und erklärte sich selbst zum Kaiser von Chengjia. Er gründete die Stadt und nannte sich selbst der Weiße Kaiser. Die Bauwerke der alten Stadt liegen heute  wegen des Drei-Schluchten-Dammes auf einer kleinen Insel, die vom Stadtzentrum Chongqings aus leicht mit dem Schiff zu erreichen ist.
Baidi ist auch als „Stadt der Dichtungen“ bekannt, weil viele Dichter, einschließlich des berühmten Li Bai, über sie schrieben. Einige, wie beispielsweise Du Fu, wohnten dort für eine Weile.
In Baidi starb auch Liu Bei, der erste Herrscher des Reiches Shu Han der Zeit der Drei Reiche.
Seit 2006 steht die alte Stadt auf der Denkmalliste der Volksrepublik China in Chongqing.

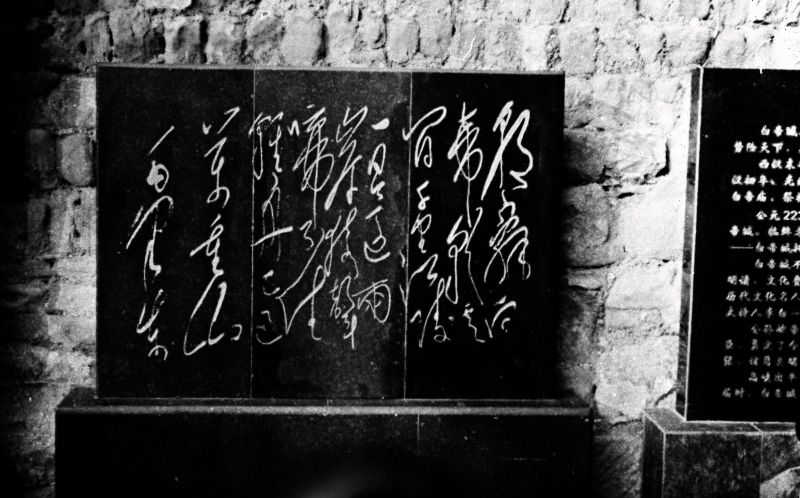
Eine Bronzetafel mit einem Gedicht von Li Bai (Kalligraphie von Mao Zedong)
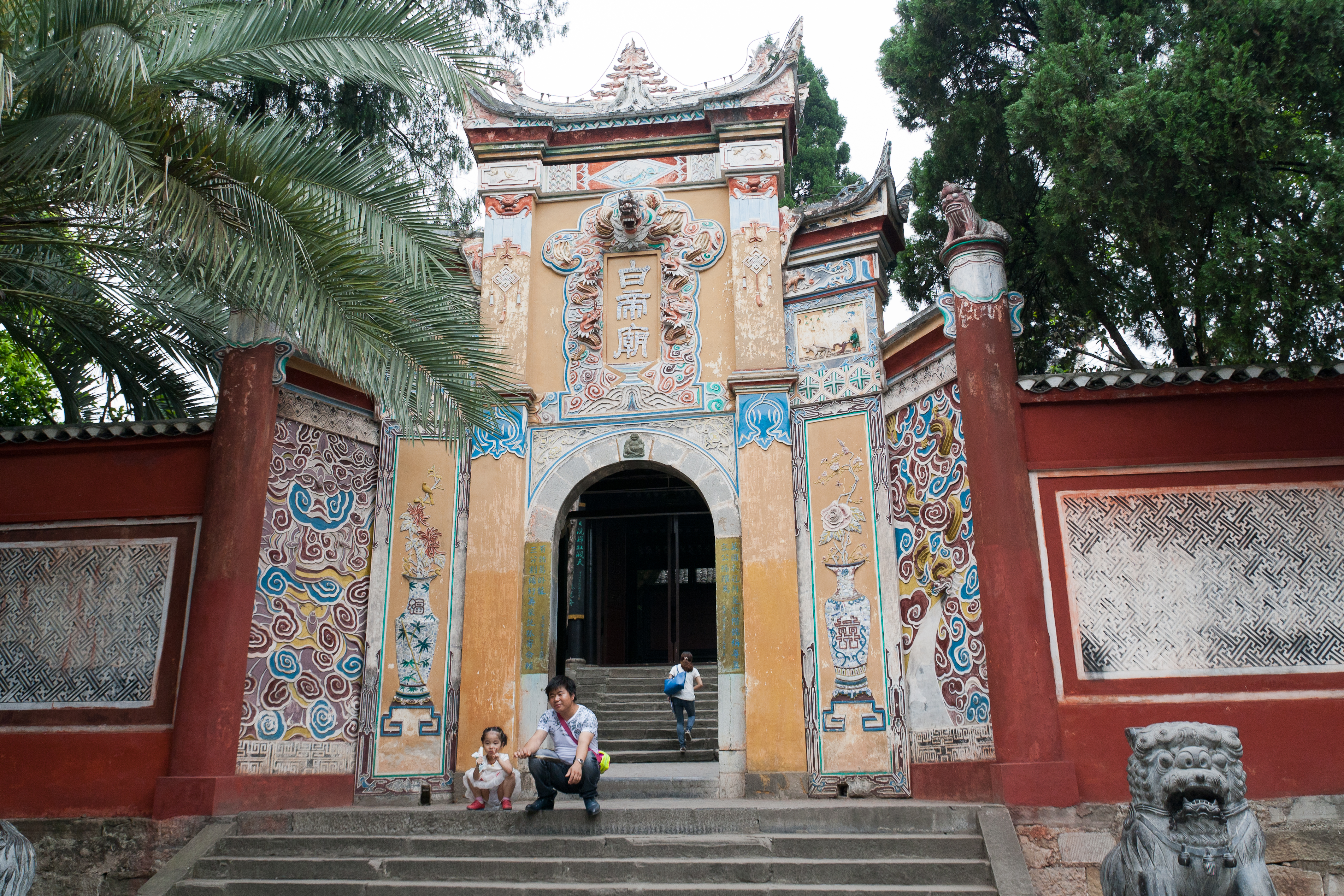
Tempel des Weißen Kaisers